# Bom Jesus do Oeste
Bom Jesus do Oeste – miasto i gmina w Brazylii, w stanie Santa Catarina. Znajduje się w mezoregionie Oeste Catarinense i mikroregionie Chapecó.